# Confédération de football d'Amérique du Nord, d'Amérique centrale et des Caraïbes
La Confédération de football d'Amérique du Nord, d'Amérique centrale et des Caraïbes, plus connue sous l'appellation CONCACAF (correspondant à son nom anglais : Confederation of North, Central America and Caribbean Association Football), est une société à but non lucratif regroupant et représentant les fédérations nationales de football d'Amérique du Nord, d'Amérique centrale et des Caraïbes. Les Guyanes (Suriname, Guyana et Guyane française) en sont également membres alors qu'elles sont géographiquement situées en Amérique du Sud.
Fondée en 1961, la CONCACAF a pour rôle de gérer et développer le football à l'échelon continental, sous l'égide de la FIFA. Elle organise et administre les principales compétitions continentales, qu'elles soient dédiées aux sélections, comme la Gold Cup et la Ligue des nations, ou aux clubs, comme la Coupe des champions, la Ligue de la CONCACAF et le Championnat des clubs caribéens.
La CONCACAF rassemble 41 associations depuis 2013. Basée à Miami, elle a pour président le Canadien Victor Montagliani depuis mai 2016, qui succède à plusieurs dirigeants arrêtés pour corruption.

## Histoire
| Président                    | Mandat      |
| Ramón Coll Jaumet (en)       | 1961 - 1969 |
| Joaquín Soria Terrazas (en)  | 1969 - 1990 |
| Jack Warner                  | 1990 - 2011 |
| Lisle Austin (en) (intérim)  | 2011        |
| Alfredo Hawit (en) (intérim) | 2011 - 2012 |
| Jeffrey Webb                 | 2012 - 2015 |
| Alfredo Hawit (en) (intérim) | 2015 - 2016 |
| Victor Montagliani           | Depuis 2016 |

La CONCACAF a été fondée le 18 septembre 1961 à Mexico par la fusion de la NAFC (North American Football Confederation) et de la CCCF (Confederacion Centroamericana y del Caribe de Futbol). Elle organise les compétitions internationales des clubs et des sélections nationales des nations membres.
Le premier président de la CONCACAF est Ramón Coll Jaumet (en), le superviseur de la fusion entre la NAFC et la CCCF. En 1969, le Mexicain Joaquín Soria Terrazas (en) lui succède est reste à la tête de la confédération durant 21 ans.
Son successeur va connaitre également une période de 21 ans à la tête de la confédération, mais Jack Warner est un président beaucoup plus controversé, il est en effet suspendu le 30 mai 2011 à la suite de soupçons de corruption et remplacé dans un premier temps par Lisle Austin (en) qui se fait à son tour suspendre et est remplacé par Alfredo Hawit (en) qui assure l'intérim jusqu'en mai 2012.
Jeffrey Webb succède ainsi au Hondurien, et a la charge de redorer le blason de la CONCACAF à la suite des différents scandales des dernières années. Cependant son mandat s'achève brusquement en mai 2015 avec son arrestation à Zurich, dans le cadre des affaires de corruption qui ébranlent la FIFA. Remplacé provisoirement par Alfredo Hawit, qui fait son retour à la tête de la confédération, ce dernier est lui-même arrêté le 3 décembre 2015.
Le 12 mai 2016, le Canadien Victor Montagliani est élu à la présidence de la CONCACAF lors du XXXI congrès de la confédération.
Les affaires de corruption
Le 30 mai 2011, Jack Warner et Mohammed Bin Hammam, président de l'AFC, sont suspendus par la FIFA de toute activité dans le football à la suite d'allégations de corruption portées à l'attention du comité d'éthique de l'organisation internationale par le secrétaire général de la CONCACAF, Chuck Blazer. Le nouveau président par intérim, Lisle Austin (en), a alors envoyé une lettre à ce dernier lui expliquant qu'il était démis de ses fonctions au sein de l'organisation nord-américaine, lui indiquant que son action était une erreur de jugement inexcusable et qu'il devait quitter son poste. Cependant, le comité exécutif de la CONCACAF a publié le 4 juin 2011 un communiqué indiquant que Lisle Austin (en) dépassait ses prérogatives, et l'a donc suspendu à son tour. C'est ainsi que le vice-président de la CONCACAF, Alfredo Hawit (en), a pris les rênes de l'organisation par intérim jusqu'à l'élection de Jeffrey Webb en 2012.
En mai 2015, quatorze personnes dont neuf hauts responsables de la FIFA sont inculpés dans le cadre d'une enquête menée par le FBI, grâce notamment à Chuck Blazer, ancien dirigeant de la FIFA accusé de corruption et qui collabore avec l'agence américaine depuis plus de trois ans pour racket, fraude et blanchiment d'argent sur une période de 25 ans, les soupçons de corruption portant principalement sur les conditions d'attribution de plusieurs coupes du monde ainsi que sur des contrats de marketing. Le 27 mai, sept responsables de la FIFA sont arrêtés à l'hôtel Baur au Lac à Zurich où ils s'apprêtaient à assister au 65e congrès de la FIFA, dans lequel doit se tenir l'élection de la présidence de la FIFA. Une opération policière simultanée a aussi eu lieu au siège de la CONCACAF à Miami. Parmi les prévenu, on retrouve deux dirigeants de la confédération nord-américaine, Jeffrey Webb, président de la CONCACAF et de la Fédération des Îles Caïmans de football (CIFA) et vice-président de la FIFA, Eduardo Li (en), président de la Fédération du Costa Rica de football (FEDEFUT), membre du comité exécutif de la FIFA et membre du comité exécutif de la CONCACAF. Inculpé également dans cette affaire, l'ancien président Jack Warner déjà exclu de la CONCACAF pour une condamnation de corruption. À la suite de cette affaire Jeffrey Webb est suspendu et le vice-président de la CONCACAF, Alfredo Hawit (en), prend une nouvelle fois les rênes de l'organisation par intérim. Néanmoins, il est lui-même arrêté à Zurich, le 3 décembre 2015, à la demande de la justice américaine qui réclame son extradition.

## Structures
La CONCACAF est une société à but non lucratif enregistrée à Nassau aux Bahamas. Le siège se trouve aux États-Unis, à Miami depuis 2011 avec, depuis 2017 également des bureaux situés dans les villes de Guatemala et de Kingston en Jamaïque.
Avant 2011, le centre administratif se trouvait à New York notamment lorsque Chuck Blazer était secrétaire général. La CONCACAF a eu son centre financier à Port-d'Espagne sous la présidence de Jack Warner puis à George Town dans les îles Caïmans sous la présidence de Jeffrey Webb.
Elle est composée d'un secrétariat général, d'un comité exécutif, d'un congrès, et de plusieurs comités spécifiques. Le comité exécutif est composé de sept membres, le président, trois vice-présidents et de trois autres membres issus des trois principales zone de la CONCACAF.
Membres du comité exécutif
- Président :  Victor Montagliani
- Vice-président (Amérique centrale) :  Rodolfo Villalobos
- Vice-président (Amérique du Nord) :  Justino Compeán
- Vice-président (Caraïbes) :  Horace Burrell
- Membres (Amérique centrale) :  Pedro Chaluja
- Membres (Amérique du Nord) :  Sunil Gulati
- Membres (Caraïbes) :  Luis Hernández
- Membres (FIFA) :  Sonia Bien-Aime

En juillet 2012, Jeffrey Webb nomme Enrique Sanz (en) comme secrétaire général de la CONCACAF, validant ainsi la migration du bureau administratif vers Miami, puisque la constitution de la confédération indique que ce bureau doit se trouver dans la ville de résidence du secrétaire général. Mais le 7 août 2015, il est limogé par la CONCACAF à la suite des révélations de corruption qui ont secoué la FIFA.
Les élections lors du congrès de la CONCACAF sont organisées selon les modalités d'une voix par membre ce qui provoque, selon plusieurs observateurs, certaines incohérences puisque la NAFU ne possède que trois membres au congrès alors qu'elle représente la grande majorité de la population, des richesses et des sponsors de la région. À l'opposé, la CFU à elle seule a la possibilité de changer le cours d'un vote puisqu'elle à plus de la moitié des voix du congrès.
Cette particularité a permis à l'ancien président Jack Warner, issu de la CFU, de rester à la tête de la CONCACAF durant 21 ans sans qu'aucune nation non-caribéenne n'arrive à le renverser. De plus, il instaure au sein de la CFU un système de primaire pour désigner le candidat de la zone à la présidence de la CONCACAF, rendant ainsi encore plus prévisible l'issue du vote qualifié par les observateurs comme le vote du "Bloc des Caraïbes". Finalement, il a rejeté en 1993 la possibilité de créer une équipe nationale des Caraïbes regroupant toutes les petites îles de la CFU, prétextant que les nations ont plus d'influence seules qu'ensemble et que dans ce sport, « être petit n'a jamais été une faiblesse ».

### Logos

Logo de 2004 jusqu'au 7 mars 2018.
Logo depuis le 7 mars 2018.

## Organisation de compétitions
La CONCACAF organise les compétitions entre clubs et entre sélections nationales quelle que soit la catégorie d'âge.

### Sélections nationales
La principale compétition de la confédération est la Gold Cup qui est la compétition phare aux yeux du monde et celle qui rapporte le plus de revenus à la CONCACAF. Organisée tous les deux ans, elle sacre le champion de la CONCACAF et rassemble 12 équipes de la zone, les trois membres de la NAFU qualifiés automatiquement, cinq membres de l'UNCAF se qualifiant au travers de la Coupe UNCAF des nations et quatre membres de la CFU se qualifiant au travers de la Coupe caribéenne des nations ou Digicel Cup. Depuis 2013, la Confédération a décidé que la nation participant à la Coupe des confédérations serait le vainqueur d'un barrage opposant les deux derniers vainqueurs de la Gold Cup et non plus le dernier vainqueur lors des éditions précédentes.
En novembre 2017, les dirigeants annoncent la création de la Ligue des nations de la CONCACAF à partir du second semestre 2018.
L'équivalent féminin à cette compétition est le Championnat féminin de la CONCACAF. Beaucoup moins médiatique, elle a tout de même la chance d'être la compétition qualificative pour la Coupe du monde féminine de football. Huit équipes participent à cette compétition issue de divers modes de qualification variant d'une édition à l'autre.
D'autres compétitions sont également organisées par la CONCACAF comme les tournois pré-olympiques de la CONCACAF masculin et féminin (en) ainsi que l'ensemble des compétitions continentales de jeunes, le Championnat d'Amérique du Nord, centrale et Caraïbe de football des moins de 20 ans et des moins de 17 ans ainsi que le Championnat d'Amérique du Nord, centrale et Caraïbe de football féminin des moins de 20 ans et des moins de 17 ans. La CONCACAF organise également le championnat de Beach Soccer de la CONCACAF.
Dans le passé, d'autres compétitions ont existé dans la zone, mais ont disparu par manque d'intérêt ou pour être remplacé par de nouvelles compétitions :
- le Championnat nord-américain des nations (1947 et 1949) ;
- la Coupe CCCF (1941-1961) ;
- le Championnat de la CFU (1978-1988) ;
- la Coupe d'Amérique du Nord des nations (1990 et 1991).

### Clubs
La principale compétition de club de la confédération est la Coupe des champions de la CONCACAF qui est la compétition la plus populaire de zone organisée annuellement depuis 1962 afin de désigner le champion de la CONCACAF qui défie par la suite les autres champions continentaux lors de la Coupe du monde des clubs. Seize équipes participent à cette compétition, neuf issues des championnats de la NAFU (4 américaines, 4 mexicaines et 1 canadienne), cinq issues des championnats de l'UNCAF (1 costariciennes, 1 guatémaltèques, 1 honduriennes, 1 panaméennes et 1 salvadoriennes), 1 issue de la zone CFU qui se qualifie par le biais du Championnat de la CFU des clubs et le vainqueur de la Ligue de la CONCACAF nouvelle compétition continentale créé en 2017.
La Coupe des champions féminine de la CONCACAF est créée en 2024.
Dans le passé, d'autres compétitions ont existé dans la zone, mais ont disparu par manque d'intérêt ou pour être remplacé par de nouvelles compétitions :
- la Coupe des vainqueurs de coupe de la CONCACAF (1991-1998) ;
- la Super Liga (2007-2010) ;
- la Coupe Interclubs UNCAF (1971-2007) ;
- la Coupe des géants de la CONCACAF (2001) ;
- la Copa Interamericana (1968-1998).

## Palmarès des grandes compétitions

### Sélections nationales

#### Compétitions continentales
La compétition reine du continent nord-américain connait deux périodes distinctes dans son histoire, de 1963 à 1989, la compétition s'appelle Championnat de la CONCACAF et est dominée par les nations d'Amérique centrale telles que le Costa Rica ou le Mexique. Mais c'est à partir de 1991 que la compétition prend toute son importance avec le changement de nom vers celui de Gold Cup. Ce nouveau format trouve un public plus attentif notamment aux États-Unis grâce aux nombreuses victoires de la sélection américaine (6 fois titrée) mais surtout avec la montée d'une rivalité Mexique versus États-Unis qui leur a permis de remporter quatorze des quinze derniers titres attribués. C'est le Mexique avec onze titres de champion qui détient le record du nombre de victoires dans la compétition.
Le football féminin trouve un essor plus tardif en Amérique du Nord. Il faut attendre 1991 pour voir organiser la première compétition internationale connue alors sous le nom de Championnat féminin de la CONCACAF. La compétition évolue en 2000 pour prendre le même nom que celle de leurs homologues masculins (Gold Cup féminine) avant de retrouver son nom originel après 2006. Hormis le Canada qui remportera le titre en 1998 et en 2010, toutes les éditions de cette compétition ont été remportées par les États-Unis qui est par ailleurs l'une des meilleures équipes du monde.
| Édition | Championnat de la CONCACAF (1963-1989) Gold Cup (1991-Aujourd'hui) |
| 1963    | Costa Rica                                                         |
| 1965    | Mexique                                                            |
| 1967    | Guatemala                                                          |
| 1969    | Costa Rica (2)                                                     |
| 1971    | Mexique (2)                                                        |
| 1973    | Haïti                                                              |
| 1977    | Mexique (3)                                                        |
| 1981    | Honduras                                                           |
| 1985    | Canada                                                             |
| 1989    | Costa Rica (3)                                                     |
| 1991    | États-Unis                                                         |
| 1993    | Mexique (4)                                                        |
| 1996    | Mexique (5)                                                        |
| 1998    | Mexique (6)                                                        |
| 2000    | Canada (2)                                                         |
| 2002    | États-Unis (2)                                                     |
| 2003    | Mexique (7)                                                        |
| 2005    | États-Unis (3)                                                     |
| 2007    | États-Unis (4)                                                     |
| 2009    | Mexique (8)                                                        |
| 2011    | Mexique (9)                                                        |
| 2013    | États-Unis (5)                                                     |
| 2015    | Mexique (10)                                                       |
| 2017    | États-Unis (6)                                                     |
| 2019    | Mexique (11)                                                       |
| 2021    | États-Unis (7)                                                     |
| 2023    | Mexique (12)                                                       |
| 2025    | Mexique (13)                                                       |

| Édition | Champ. féminin de la CONCACAF (1991-1998/2010-Auj.) Gold Cup féminine (2000-2006) |
| 1991    | États-Unis                                                                        |
| 1993    | États-Unis (2)                                                                    |
| 1994    | États-Unis (3)                                                                    |
| 1998    | Canada                                                                            |
| 2000    | États-Unis (4)                                                                    |
| 2003    | États-Unis (5)                                                                    |
| 2006    | États-Unis (6)                                                                    |
| 2010    | Canada (2)                                                                        |
| 2014    | États-Unis (7)                                                                    |
| 2018    | États-Unis (8)                                                                    |
| 2022    | États-Unis (9)                                                                    |

#### Qualifications pour les compétitions de la FIFA

##### Qualifications pour la Coupe du monde
Seuls onze membres de la CONCACAF ont réussi à atteindre la phase finale de la Coupe du monde de football depuis sa création en 1930, et six d'entre eux n'ont réalisé cet exploit qu'une seule fois. Aucune équipe de la confédération n'a atteint la finale, mais les États-Unis se sont hissés en demi-finale lors de la première édition du Mondial en 1930, où ils ont terminé à la troisième place.
On peut noter également que le Mexique a connu sept éliminations en huitième de finale d'affilée lors des vingt-cinq dernières années.
Le tableau suivant montre le parcours des représentants de la CONCACAF à chaque édition de la Coupe du monde, classés selon leur nombre d'apparitions:
| Équipe                | 1930      | 1934 | 1938 | 1950      | 1954      | 1958      | 1962      | 1966      | 1970      | 1974      | 1978      | 1982 | 1986 | 1990   | 1994 | 1998 | 2002 | 2006 | 2010 | 2014 | 2018 | 2022 | 2026 | Total (Phase finale) | Total (Participation) |
| Mexique               | Gr. (1/8) | •    |      | Gr. (1/8) | Gr. (1/8) | Gr. (1/8) | Gr. (1/8) | Gr. (1/8) | 1/4       | •         | Gr. (1/8) | •    | 1/4  | [ 21 ] | 1/8  | 1/8  | 1/8  | 1/8  | 1/8  | 1/8  | 1/8  | Gr.  | Gr.  | 17                   | 22                    |
| États-Unis            | 1/2 (3e)  | 1/8  |      | Gr. (1/8) | •         | •         | •         | •         | •         | •         | •         | •    | •    | Gr.    | 1/8  | Gr.  | 1/4  | Gr.  | 1/8  | 1/8  | •    | 1/8  | Gr.  | 11                   | 22                    |
| Costa Rica            |           |      |      |           |           | •         | •         | •         | •         | •         | •         | •    | •    | 1/8    | •    | •    | Gr.  | Gr.  | •    | 1/4  | Gr.  | Gr.  | •    | 5                    | 17                    |
| Honduras              |           |      |      |           |           |           | •         | •         | •         | •         |           | Gr.  | •    | •      | •    | •    | •    | •    | Gr.  | Gr.  | •    | •    | •    | 3                    | 14                    |
| Canada                |           |      |      |           |           | •         |           |           | •         | •         | •         | •    | Gr.  | •      | •    | •    | •    | •    | •    | •    | •    | Gr.  | Gr.  | 3                    | 16                    |
| Salvador              |           |      |      |           |           |           |           |           | Gr. (1/8) | •         | •         | Gr.  | •    | •      | •    | •    | •    | •    | •    | •    | •    | •    | •    | 2                    | 13                    |
| Haïti                 |           | •    |      |           | •         |           |           |           | •         | Gr. (1/8) | •         | •    | •    |        | •    | •    | •    | •    | •    | •    | •    | •    | •    | 1                    | 14                    |
| Trinité-et-Tobago     |           |      |      |           |           |           |           | •         | •         | •         | •         | •    | •    | •      | •    | •    | •    | Gr.  | •    | •    | •    | •    | •    | 1                    | 14                    |
| Cuba                  |           | •    | 1/4  | •         |           |           |           | •         |           |           | •         | •    |      | •      |      | •    | •    | •    | •    | •    | •    | •    | •    | 1                    | 13                    |
| Jamaïque              |           |      |      |           |           |           |           | •         | •         |           | •         | •    |      | •      | •    | Gr.  | •    | •    | •    | •    | •    | •    | •    | 1                    | 12                    |
| Panama                |           |      |      |           |           |           |           |           |           |           | •         | •    | •    | •      | •    | •    | •    | •    | •    | •    | Gr.  | •    | •    | 1                    | 11                    |
| Total (Phase finale)  | 2         | 1    | 1    | 2         | 1         | 1         | 1         | 1         | 2         | 1         | 1         | 2    | 2    | 2      | 2    | 3    | 3    | 4    | 3    | 4    | 3    | 4    | 6,3  |                      |                       |
| Total (Participation) | 2         | 4    | 1    | 3         | 3         | 6         | 7         | 9         | 12+1      | 14        | 17        | 15   | 14+1 | 15     | 22+1 | 30   | 34   | 34   | 35   | 35   | 35   |      |      |                      |                       |

Légende
- 1/2 (3e) : Demi-finaliste de la compétition
- 1/4 : Élimination en quarts de finale de la compétition
- 1/8 : Élimination en huitièmes de finale de la compétition
- Gr. : Élimination en phase de groupes du premier tour de la compétition
- Les performances après avoir franchi le premier tour de la compétition sont notées en gras.
- • : Participe aux éliminatoires de la compétition

##### Qualifications pour la Coupe du monde féminine
L'équipe des États-Unis est la meilleure équipe mondiale féminine de tous les temps. En effet, elle détient le record du nombre de titres mondiaux (4 victoires) et peut se vanter d'avoir toujours terminé sur le podium depuis la création de la Coupe du monde féminine.
Le tableau suivant montre le parcours des représentantes de la CONCACAF à chaque édition de la Coupe du monde féminine, classés selon leur nombre d'apparitions :
| Équipe                | 1991 | 1995     | 1999 | 2003     | 2007     | 2011 | 2015 | 2019 | 2023 | 2027 | Total (Phase finale) | Total (Participation) |
| États-Unis            | V    | 1/2 (3e) | V    | 1/2 (3e) | 1/2 (3e) | F    | V    | V    | Gr.  | •    | 9                    | 9                     |
| Canada                | •    | Gr.      | Gr.  | 1/2 (4e) | Gr.      | Gr.  | 1/4  | 1/8  | Gr.  | •    | 8                    | 9                     |
| Mexique               | •    | •        | Gr.  | •        | •        | Gr.  | Gr.  | •    | •    | •    | 3                    | 9                     |
| Costa Rica            | •    | •        | •    | •        | •        | •    | Gr.  | •    | Gr.  | •    | 2                    | 9                     |
| Jamaïque              | •    | •        |      | •        | •        |      | •    | Gr.  | Gr.  | •    | 2                    | 7                     |
| Panama                |      |          |      | •        | •        | •    | •    | •    | Gr.  | •    | 0                    | 6                     |
| Haïti                 | •    |          | •    | •        | •        | •    | •    | •    | Gr.  | •    | 0                    | 8                     |
| Total (Phase finale)  | 1    | 2        | 3    | 2        | 3        | 3    | 4    | 3    | 6    |      |                      |                       |
| Total (Participation) | 8    | 5        | 11+1 | 21+1     | 34       | 26   | 35+1 | 35   | 35   |      |                      |                       |

Légende
- V. : Vainqueur de la compétition
- F. : Finaliste de la compétition
- 1/2 (3e) : Demi-finaliste de la compétition
- 1/2 (4e) : Demi-finaliste de la compétition
- 1/4 : Élimination en quarts de finale de la compétition
- 1/8 : Élimination en huitièmes de finale de la compétition
- Gr. : Élimination en phase de groupes du premier tour de la compétition
- Les performances après avoir franchi le premier tour de la compétition sont notées en gras.
- • : Participe aux éliminatoires de la compétition

##### Qualifications pour la Coupe des confédérations
L'équipe qualifiée pour la Coupe des confédérations est la dernière équipe à avoir remporté la Gold Cup. Ainsi depuis sa création, seulement trois nations ont pu représenter la zone CONCACAF. Il est également important de préciser que le titre du Mexique obtenu lors de la quatrième édition de cette compétition est le seul titre majeur de la FIFA décerné à une équipe masculine A nord-américaine. Toutefois le Mexique a remporté d'autres compétitions de la FIFA pour des équipes de jeunes comme la médaille d'or olympique en 2012 ou encore les deux titres de champion du monde des moins de 17 ans obtenus en 2005 et 2011.
Le tableau suivant montre le parcours des représentants de la CONCACAF à chaque édition de la Coupe des confédérations, classés selon leur nombre d'apparitions :
| Équipe     | 1992 | 1995 | 1997 | 1999 | 2001 | 2003 | 2005 | 2009 | 2013 | 2017 | Total |
| Mexique    |      | 3e   | Gr.  | 1er  | Gr.  |      | 4e   |      | Gr.  | 4e   | 7     |
| États-Unis | 3e   |      |      | 3e   |      | Gr.  |      | 2e   |      |      | 4     |
| Canada     |      |      |      |      | Gr.  |      |      |      |      |      | 1     |
| Total      | 1    | 1    | 1    | 2    | 2    | 1    | 1    | 1    | 1    | 1    | 11    |

Légende
- 1er: Remporte la compétition
- 2e : Termine deuxième de la compétition
- 3e : Termine troisième de la compétition
- 4e : Termine quatrième de la compétition
- Gr. : Participe à la phase de groupe de la compétition

#### Classement des nations de la FIFA
Il n'y a actuellement aucune équipe de la zone CONCACAF présente dans le top 10 du classement mondial de la FIFA. L'équipe du Mexique est actuellement la mieux classée et occupe la 12e place du classement.
Chez les femmes, l'équipe féminine des États-Unis est toujours en première place du Classement mondial féminin de la FIFA depuis juin 2017.
Les tableaux suivants donnent les classements FIFA des meilleures nations de la CONCACAF :
|    | FIFA | + / - | Nation                     | Points  |
| 1  | 12   | -2    | Mexique                    | 1649,57 |
| 2  | 14   | +1    | États-Unis                 | 1635,01 |
| 3  | 34   | -2    | Costa Rica                 | 1500,06 |
| 4  | 43   | -2    | Canada                     | 1473,82 |
| 5  | 61   | =     | Panama                     | 1386,51 |
| 6  | 62   | +2    | Jamaïque                   | 1382,06 |
| 7  | 71   | +3    | Salvador                   | 1333,48 |
| 8  | 80   | +1    | Honduras                   | 1299,69 |
| 9  | 84   | -1    | Curaçao                    | 1293,35 |
| 10 | 87   | +4    | Haïti                      | 1269,07 |
| 11 | 101  | +1    | Trinité-et-Tobago          | 1205,85 |
| 12 | 116  | +1    | Guatemala                  | 1161,96 |
| 13 | 132  | -3    | Antigua-et-Barbuda         | 1117,01 |
| 14 | 139  | +1    | Nicaragua                  | 1079,18 |
| 15 | 141  | +3    | Saint-Christophe-et-Niévès | 1076,91 |
| 16 | 143  | -1    | Suriname                   | 1072,24 |
| 17 | 151  | +2    | République dominicaine     | 1031,86 |
| 18 | 166  | -4    | Barbade                    | 982,27  |
| 19 | 167  | +2    | Cuba                       | 978,65  |
| 20 | 169  | +2    | Porto Rico                 | 974,32  |

|    | FIFA | + / - | Nation                     | Points  |
| 1  | 1    | =     | États-Unis                 | 2104,25 |
| 2  | 6    | =     | Canada                     | 2003,01 |
| 3  | 26   | +3    | Mexique                    | 1695,14 |
| 4  | 37   | -1    | Costa Rica                 | 1629,65 |
| 5  | 51   | =     | Jamaïque                   | 1477,41 |
| 6  | 57   | +2    | Panama                     | 1419,22 |
| 7  | 60   | +1    | Haïti                      | 1413,74 |
| 8  | 76   | -2    | Trinité-et-Tobago          | 1334,53 |
| 9  | 82   | -3    | Guatemala                  | 1259,69 |
| 10 | 90   | =     | Guyana                     | 1247,77 |
| 11 | 97   | -4    | Cuba                       | 1217,56 |
| 12 | 105  | +2    | Porto Rico                 | 1186,72 |
| 13 | 108  | +1    | République dominicaine     | 1173,44 |
| 14 | 116  | +2    | Nicaragua                  | 1157,63 |
| 15 | 117  | =     | Salvador                   | 1148,88 |
| 16 | 119  | +1    | Honduras                   | 1145,70 |
| 17 | 130  | +1    | Saint-Christophe-et-Niévès | 1090,74 |
| 18 | 131  | -1    | Suriname                   | 1089,15 |
| 19 | 145  | +1    | Bermudes                   | 1007,55 |
| 20 | 148  | +1    | Sainte-Lucie               | 982     |

### Clubs

#### Compétitions continentales
La compétition majeure des clubs de la CONCACAF a été pendant plus de 40 ans la Coupe des clubs champions de la CONCACAF, à laquelle les clubs américains rechignaient à participer. Il faut attendre la saison 2008-2009 pour voir apparaître la Ligue des champions de la CONCACAF qui permet à 24 clubs, contre 8 maximum dans l'ancien format, de participer à la plus prestigieuse des compétitions nord-américaines et qui se rapproche du format de la Ligue des champions européenne. En 2017, est créée la Ligue de la CONCACAF pour permettre à plus de clubs des petites nations de participer à une compétition continentale ; les clubs mexicains, américains et canadiens n'y participent pas et le vainqueur de cette dernière est qualifié pour le nouveau format de la Ligue des champions de la CONCACAF.
La compétition phare est dominée par les clubs mexicains qui ont remporté près de deux tiers des titres de champion de la CONCACAF (37/56), ainsi que toutes les éditions depuis 2006. Les autres pays ayant eu des clubs victorieux sont le Costa Rica (6 victoires), le Salvador (3 victoires), les États-Unis, le Guatemala, Haïti, le Honduras, le Suriname et Trinité-et-Tobago (2 victoires chacun). Ce total de 58 victoires pour 56 éditions s'explique par la compétition de 1978, qui a sacré trois vainqueurs.
| Année | Coupe des clubs champions de la CONCACAF (1962-1992) 0      |
| 1962  | Chivas de Guadalajara                                       |
| 1963  | Racing Club Haïtien                                         |
| 1967  | Alianza FC                                                  |
| 1968  | Club Toluca                                                 |
| 1969  | CD Cruz Azul                                                |
| 1970  | CD Cruz Azul                                                |
| 1971  | CD Cruz Azul                                                |
| 1972  | CD Olimpia                                                  |
| 1973  | SV Transvaal                                                |
| 1974  | CSD Municipal                                               |
| 1975  | Club Necaxa                                                 |
| 1976  | CD Águila                                                   |
| 1977  | Club América                                                |
| 1978  | CSD Comunicaciones Defence Force Universidad de Guadalajara |
| 1979  | Club Deportivo FAS                                          |
| 1980  | Pumas UNAM                                                  |
| 1981  | SV Transvaal                                                |
| 1982  | Pumas UNAM                                                  |
| 1983  | CF Atlante                                                  |
| 1984  | Violette AC                                                 |
| 1985  | Defence Force                                               |
| 1986  | LD Alajuelense                                              |
| 1987  | Club América                                                |
| 1988  | CD Olimpia                                                  |
| 1989  | Pumas UNAM                                                  |
| 1990  | Club América                                                |
| 1991  | CF Puebla                                                   |
| 1992  | Club América                                                |

| Année | Coupe des clubs champions de la CONCACAF (1993-2008) Ligue des champions de la CONCACAF (2008-2023) |
| 1993  | Deportivo Saprissa                                                                                  |
| 1994  | CS Cartaginés                                                                                       |
| 1995  | Deportivo Saprissa                                                                                  |
| 1996  | CD Cruz Azul                                                                                        |
| 1997  | CD Cruz Azul                                                                                        |
| 1998  | DC United                                                                                           |
| 1999  | Club Necaxa                                                                                         |
| 2000  | Los Angeles Galaxy                                                                                  |
| 2002  | CF Pachuca                                                                                          |
| 2003  | Club Toluca                                                                                         |
| 2004  | LD Alajuelense                                                                                      |
| 2005  | Deportivo Saprissa                                                                                  |
| 2006  | Club América                                                                                        |
| 2007  | CF Pachuca                                                                                          |
| 2008  | CF Pachuca                                                                                          |
| 2009  | CF Atlante                                                                                          |
| 2010  | CF Pachuca                                                                                          |
| 2011  | CF Monterrey                                                                                        |
| 2012  | CF Monterrey                                                                                        |
| 2013  | CF Monterrey                                                                                        |
| 2014  | CD Cruz Azul                                                                                        |
| 2015  | Club América                                                                                        |
| 2016  | Club América                                                                                        |
| 2017  | CF Pachuca                                                                                          |
| 2018  | CD Guadalajara                                                                                      |
| 2019  | CF Monterrey                                                                                        |
| 2020  | Tigres UANL                                                                                         |
| 2021  | CF Monterrey                                                                                        |
| 2022  | Sounders de Seattle                                                                                 |
| 2023  | Club León                                                                                           |
| 2024  | CF Pachuca                                                                                          |

#### Compétitions intercontinentales
Certains clubs de la CONCACAF ont participé durant quelques années aux compétitions majeures de la CONMEBOL.
Trois clubs mexicains ont réalisé des exploits, en 2001, le CD Cruz Azul atteint la finale de la plus prestigieuse des compétitions sud-américaines, la Copa Libertadores, et est battue par les argentins de CA Boca Juniors au cours de la séance de tirs au but. En 2006, le CF Pachuca devient le premier club de la zone CONCACAF a remporter une compétition sud-américaine, il s'agit de la Copa Sudamericana qu'il remporte face à CSD Colo Colo. Enfin en 2010, le Chivas de Guadalajara atteint également la finale de la Copa Libertadores où il échoue face au SC Internacional.
Participation à la Coupe du monde des clubs de la FIFA
Depuis la création de cette compétition, aucun club de la CONCACAF n'a réussi à atteindre la finale, ils se sont même souvent retrouvés derrière les clubs africains ou asiatiques, se plaçant ainsi au quatrième-cinquième rang mondial des confédérations.
Le tableau suivant montre le parcours des représentants de la CONCACAF à chaque édition de la Coupe du monde des clubs, classés selon leur nombre d'apparitions :
| Équipe             | 2000 | 2005 | 2006 | 2007 | 2008 | 2009 | 2010 | 2011 | 2012 | 2013 | 2014 | 2015 | 2016 | 2017 | 2018 | 2019 | Total |
| CF Pachuca         |      |      |      | 1/4  | 4e   |      | 5e   |      |      |      |      |      |      | 3e   |      |      | 4     |
| CF Monterrey       |      |      |      |      |      |      |      | 5e   | 3e   | 5e   |      |      |      |      |      | 3e   | 4     |
| Club América       |      |      | 4e   |      |      |      |      |      |      |      |      | 5e   | 4e   |      |      |      | 3     |
| Club Necaxa        | 3e   |      |      |      |      |      |      |      |      |      |      |      |      |      |      |      | 1     |
| Deportivo Saprissa |      | 3e   |      |      |      |      |      |      |      |      |      |      |      |      |      |      | 1     |
| CF Atlante         |      |      |      |      |      | 4e   |      |      |      |      |      |      |      |      |      |      | 1     |
| CD Cruz Azul       |      |      |      |      |      |      |      |      |      |      | 4e   |      |      |      |      |      | 1     |
| CD Guadalajara     |      |      |      |      |      |      |      |      |      |      |      |      |      |      | 1/4  |      | 1     |

Légende
- 3e : Termine troisième de la compétition
- 4e : Termine quatrième de la compétition
- 5e : Termine cinquième de la compétition
- 1/4 : Participe aux quarts de finale de la compétition
- 1/2 : Participe aux demi-finales de la compétition

#### Classement à l'IFFHS
Un classement des dix meilleurs clubs du XXe siècle présenté par l'IFFHS montrent que les clubs mexicains ne sont pas forcément considérés comme les plus grands clubs de la confédération. En effet les grands clubs costariciens, honduriens et guatémaltèques ainsi que de manière plus surprenante un club surinamien, sont classés devant les meilleurs clubs mexicains. Ceci est sans doute dû au fait que le classement tient compte des résultats des clubs à l'échelle nationale, ce qui permet aux clubs de ces petits pays, dominateurs dans leur championnat, de marquer plus de points que les clubs des nations où le championnat est beaucoup plus équilibré.
Classement des dix meilleurs clubs du XXe siècle
| IFFHS XXe siècle | Club               | Points |
| 1                | Deportivo Saprissa | 187,00 |
| 2                | CD Olimpia         | 129,25 |
| 2                | CSD Comunicaciones | 129,25 |
| 4                | CSD Municipal      | 123,75 |
| 5                | SV Transvaal       | 108,00 |
| 6                | LD Alajuelense     | 98,75  |
| 7                | Club Necaxa        | 91,00  |
| 8                | CD Cruz Azul       | 87,00  |
| 9                | Alianza FC         | 83,00  |
| 10               | Club América       | 81,00  |

## Liste des fédérations

### Amérique du Nord - Union nord-américaine de football (NAFU)
| Nation     | Fédération | Cré. | FIFA | CON. | CIO | Nat.  | Championnats nationaux                                                   | Coupes nationales            |
| ---------- | ---------- | ---- | ---- | ---- | --- | ----- | ------------------------------------------------------------------------ | ---------------------------- |
| Canada     | ACS        | 1912 | 1913 | 1963 | Oui | H - F | Première ligue canadienne                                                | Championnat canadien         |
| États-Unis | USSF       | 1913 | 1914 | 1961 | Oui | H - F | Major League Soccer United Soccer Leagues National Women's Soccer League | US Open Cup                  |
| Mexique    | FEMEXFUT   | 1927 | 1929 | 1961 | Oui | H - F | Liga MX Liga MX Femenil                                                  | Copa México SuperCopa México |
| modifier0  |            |      |      |      |     |       |                                                                          |                              |

### Amérique centrale - Union centre-américaine de football (UNCAF)
| Nation     | Fédération | Cré. | FIFA | CON. | CIO | Nat.  | Championnats nationaux               | Coupes nationales |
| Belize     | FFB        | 1980 | 1986 | 1986 | Oui | H - F | Belize Premier FL                    |                   |
| Costa Rica | FEDEFUTBOL | 1921 | 1927 | 1961 | Oui | H - F | Primera División Costa Rican WFC     | Torneo de Copa    |
| Guatemala  | FNFG       | 1919 | 1946 | 1961 | Oui | H - F | Liga Nacional Guatemalan WFC         |                   |
| Honduras   | FENAFUTH   | 1951 | 1951 | 1961 | Oui | H - F | Liga Nacional de Fútbol              |                   |
| Nicaragua  | FENIFUT    | 1931 | 1950 | 1968 | Oui | H - F | Primera División Nicaraguan WFC      |                   |
| Panama     | FEPAFUT    | 1937 | 1938 | 1961 | Oui | H - F | Liga Panameña de Fútbol              |                   |
| Salvador   | FESFUT     | 1935 | 1938 | 1962 | Oui | H - F | Primera División Salvadoran WFC (en) |                   |
| modifier0  |            |      |      |      |     |       |                                      |                   |

### Caraïbe -Union caribéenne de football(CFU)
| Nation                                    | Fédération | Cré. | FIFA | CON. | CIO | Nat.       | Championnats nationaux         | Coupes nationales                        |
| ----------------------------------------- | ---------- | ---- | ---- | ---- | --- | ---------- | ------------------------------ | ---------------------------------------- |
| Anguilla ( Royaume-Uni)                   | AFA        | 1990 | 1996 | 1996 | Non | H - F      | AFA League                     |                                          |
| Antigua-et-Barbuda                        | ABFA       | 1928 | 1972 | 1972 | Oui | H - F      | Premier Division               | FA Cup                                   |
| Aruba ( Pays-Bas)                         | AVB        | 1932 | 1988 | 1988 | Oui | H - F      | Division di Honor              | Torneo Copa Betico Croes                 |
| Bahamas                                   | BFA        | 1967 | 1968 | 1981 | Oui | H - F      | BFA Senior League              | Bahamas President's Cup                  |
| Barbade                                   | BFA        | 1910 | 1968 | 1967 | Oui | H - F      | Premier Division               | FA Cup                                   |
| Bermudes ( Royaume-Uni)                   | BFA        | 1928 | 1962 | 1967 | Oui | H - F      | Premier Division               | FA Cup                                   |
| Bonaire ( Pays-Bas)                       | FFB        | 1960 |      | 2014 | Non | H          | Bonaire League                 |                                          |
| Îles Caïmans ( Royaume-Uni)               | CIFA       | 1966 | 1992 | 1990 | Oui | H - F      | Cayman Islands League          | FA Cup                                   |
| Curaçao ( Pays-Bas)                       | CVU        | 2010 | 2010 | 2010 | Non | H - F      | Sekshon Pagá                   |                                          |
| Cuba                                      | AFC        | 1924 | 1929 | 1961 | Oui | H - F      | Campeonato Nacional            |                                          |
| République dominicaine                    | FEDOFUTBOL | 1953 | 1958 | 1964 | Oui | H - F      | Liga Mayor                     |                                          |
| Dominique                                 | DFA        | 1970 | 1994 | 1994 | Oui | H - F      | Premiere League                |                                          |
| Grenade                                   | GFA        | 1924 | 1978 | 1969 | Oui | H - F      | Grenada League                 |                                          |
| Guadeloupe ( France)                      | LGF        | 1961 |      | 2013 | Non | H - F      | Division d'Honneur             | Coupe de Guadeloupe                      |
| Guyana                                    | GFF        | 1902 | 1970 | 1961 | Oui | H - F      | GFF National Super League      | Guyana Mayors Cup (en)                   |
| Guyane ( France)                          | LFG        | 1962 |      | 2013 | Non | H - F (en) | Championnat National           | Coupe de Guyane                          |
| Haïti                                     | FHF        | 1904 | 1934 | 1961 | Oui | H - F      | Ligue Haïtienne                | Coupe d'Haïti                            |
| Jamaïque                                  | JFF        | 1910 | 1962 | 1965 | Oui | H - F      | National Premier League        | JFF Champions Cup                        |
| Martinique ( France)                      | LFM        | 1953 |      | 2013 | Non | H - F      | Division d'Honneur             | Coupe de la Martinique                   |
| Montserrat ( Royaume-Uni)                 | MFA        | 1994 | 1996 | 1996 | Non | H - F (en) | Montserrat Championship        |                                          |
| Porto Rico ( États-Unis)                  | FPF        | 1940 | 1960 | 1961 | Oui | H - F      | Puerto Rico Soccer League      |                                          |
| Saint-Christophe-et-Niévès                | SKNFA      | 1932 | 1992 | 1992 | Oui | H - F      | Premier Division               | National Cup (en)                        |
| Saint-Martin ( France)                    | CFIN       | 1999 |      | 2013 | Non | H          | Championnat de Saint-Martin    |                                          |
| Saint-Martin ( Pays-Bas)                  | SMSA       | 1986 |      | 2013 | Non | H - F (en) | Sint Maarten League (en)       |                                          |
| Saint-Vincent-et-les-Grenadines           | SVGFF      | 1979 | 1988 | 1986 | Oui | H - F      | NLA Premier League             |                                          |
| Sainte-Lucie                              | SLFA       | 1979 | 1988 | 1965 | Oui | H - F      | Gold Division                  | FA Cup                                   |
| Suriname                                  | SVB        | 1920 | 1929 | 1965 | Oui | H - F      | Hoofdklasse                    | Surinamese Cup President's Cup           |
| Trinité-et-Tobago                         | TTFF       | 1908 | 1964 | 1962 | Oui | H - F      | TT Pro League                  | FA Trophy League Cup Charity Shield (en) |
| Îles Turques-et-Caïques ( Royaume-Uni)    | TCIFA      | 1996 | 1998 | 1996 | Non | H - F      | WIV Provo Premier League       |                                          |
| Îles Vierges britanniques ( Royaume-Uni)  | BVIFA      | 1974 | 1996 | 1996 | Oui | H - F      | BVIFA National Football League |                                          |
| Îles Vierges des États-Unis ( États-Unis) | USVISA     | 1987 | 1998 | 1987 | Oui | H - F      | US Virgin Islands Championship |                                          |
| modifier0                                 |            |      |      |      |     |            |                                |                                          |